# Richard Bensinger
Richard Karl Bensinger (* 25. März 1844 in Mannheim; † 30. Juli 1891 in Engelberg) war ein badischer Verwaltungsbeamter.

## Leben
Bensinger war der Sohn eines Oberhofgerichtsadvokaten. Nach dem Besuch des Lyzeums in Mannheim studierte er von 1863 bis 1866 Jura in Heidelberg und Berlin. Nach der Zeit als Rechtspraktikant und -referendar begann er seine Amtslaufbahn 1871 als Sekretär im Innenministerium in Karlsruhe. Noch im selben Jahr wechselte er als Gehilfe in das Bezirksamt Waldshut, bevor er im November 1871 Amtmann im Bezirksamt Pforzheim und später Amtmann im Bezirksamt Karlsruhe wurde. 1875 ging er zum Bezirksamt Wiesloch, nun als Amtsvorstand. 1877 bis 1878 war er am Bezirksamt Donaueschingen tätig, von 1881 bis 1887 hatte er das Amt des Amtsvorstands im Bezirksamt Waldshut inne. Seit 1887 war Bensinger dann Stadtdirektor und Amtsvorstand im Bezirksamt Mannheim, wo ihm auch der Titel Geheimer Regierungsrat verliehen wurde.
Bensinger verunglückte während eines Urlaubs in der Schweiz tödlich.

## Auszeichnungen
1884 erhielt Richard Bensinger das Ritterkreuz I. Klasse des Ordens vom Zähringer Löwen.